# Rolf Kelbling
Rolf Kelbling (* 23. Juli 1907; † 1945) war ein deutscher Gestapobeamter, Regierungsrat und Referatsleiter im Reichssicherheitshauptamt.

## Leben
Rolf Kelbling trat bereits zum 1. Dezember 1931 der NSDAP bei (Mitgliedsnummer 764.956), später wurde er auch Mitglied der SS (SS-Nummer 94.908). Nach der Machtergreifung der Nationalsozialisten war er Beamter bei der Geheimen Staatspolizei und wurde im November 1938 zum SS-Hauptsturmführer befördert. In dieser Zeit war er bei der Gestapo in Bremen beschäftigt und rückte 1939 als Stellvertreter des Gestapochefs Erwin Schulz auf. Im gleichen Jahr erfolgte seine Beförderung zum SS-Sturmbannführer.
Von der Gestapo Bremen wechselte Rolf Kelbling Ende spätestens Ende 1941 ins Reichssicherheitshauptamt nach Berlin. Hier wurde er im Januar 1941 als Referatsleiter im Amt II B 3 (Ausweiswesen Kennkarten) im Range eines Regierungsrates benannt. Leiter von Amt II war zu dieser Zeit Hans Nockemann und sein direkter Vorgesetzter Dr. Baumann. Später wechselte er, ebenfalls als Referatsleiter, und übernahm das Referat II B 4 (Ausweiswesen und Grenzsicherung) von Oberregierungsrat Rudolf Kröning. In seinem Arbeitsbereich wurde er als unauffälliger, aber strebsamer Beamter eingeschätzt. Im Jahr 1944 erfolgte eine kurzzeitige Kommandierung von Kelbling als Untersuchungsführer zum Beauftragten für die Sicherheitspolizei und den Sicherheitsdienst in Brüssel. Hier war er im Raum Belgien und Nordfrankreich eingesetzt. Bereits im Oktober 1944 kehrte er ins Reichssicherheitshauptamt zurück. Vor seiner Kommandierung hatte er einen Heiratsantrag gestellt, der längere Zeit unbeantwortet blieb. Der Grund könnte das Bedenken durch das Sippenamt gewesen sein, da seine Mutter eine geborene Simon war. Nach seiner Rückkehr aus Belgien erhielt er doch noch eine Bewilligung mit der Auflage, weitere Überprüfungen nach Beendigung des Krieges in Aussicht gestellt zu bekommen. Am 2. Dezember 1944 heiratete er schließlich.
Während der Kämpfe bis Mai 1945 ist Kelbling gefallen.